# 緒川 (東浦町)
緒川（おがわ）は、愛知県知多郡東浦町の地名。

## 地理

### 河川・池沼
- 境川
- 明徳寺川
- 新池

### 交通
- 知多半島道路東浦知多インターチェンジ
- 名鉄河和線
- 愛知県道55号名古屋半田線
- 愛知県道24号知多東浦線
- 愛知県道23号東浦名古屋線
- 愛知県道50号名古屋碧南線
- 国道366号
- 武豊線緒川駅

### 施設
- イオンモール東浦
- 於大公園
- 東浦町立北部中学校
- 豊田自動織機 東浦工場
- 東浦町立西部中学校
- 東浦町立卯ノ里小学校

## 歴史

### 地名の由来
古くは小川・小河とも書いたが、明応8年（1499年）5月、光山院中納言鳥井雅康が緒川城主水野氏を訪ねて詠んだ歌「松のうへに繰るてふ糸の伊久結び玉の緒川の末かけてみむ」から緒川になったという。

### 人口の変遷
国勢調査による人口および世帯数の推移。
| 1995年（平成7年）  | 4579世帯 15520人 |  |
| 2000年（平成12年） | 5020世帯 15965人 |  |
| 2005年（平成17年） | 5526世帯 16558人 |  |
| 2010年（平成22年） | 5965世帯 16776人 |  |
| 2015年（平成27年） | 6058世帯 16222人 |  |
| 2020年（令和2年）  | 6361世帯 16372人 |  |

### WEB
1. ↑  “愛知県知多郡東浦町の町丁・字一覧”.   人口統計ラボ. 2024年4月24日閲覧。
2. 1 2  総務省統計局 (2022年2月10日). “令和2年国勢調査の調査結果(e-Stat) - 男女別人口，外国人人口及び世帯数－町丁・字等” (CSV). 2023年8月2日閲覧。
3. ↑  “読み仮名データの促音・拗音を小書きで表記するもの(zip形式) 愛知県” (zip).   日本郵便 (2024年2月29日). 2024年3月26日閲覧。
4. ↑  “市外局番の一覧” (PDF).   総務省 (2022年3月1日). 2022年3月22日閲覧。
5. ↑  “ナンバープレートについて”.   一般社団法人愛知県自動車会議所. 2024年1月21日閲覧。
6. ↑  総務省統計局 (2014年3月28日). “平成7年国勢調査の調査結果(e-Stat) - 男女別人口及び世帯数 －町丁・字等” (CSV). 2021年7月20日閲覧。
7. ↑  総務省統計局 (2014年5月30日). “平成12年国勢調査の調査結果(e-Stat) - 男女別人口及び世帯数 －町丁・字等” (CSV). 2021年7月20日閲覧。
8. ↑  総務省統計局 (2014年6月27日). “平成17年国勢調査の調査結果(e-Stat) - 男女別人口及び世帯数 －町丁・字等” (CSV). 2021年7月21日閲覧。
9. ↑  総務省統計局 (2012年1月20日). “平成22年国勢調査の調査結果(e-Stat) - 男女別人口及び世帯数 －町丁・字等” (CSV). 2021年7月21日閲覧。
10. ↑  総務省統計局 (2017年1月27日). “平成27年国勢調査の調査結果(e-Stat) - 男女別人口及び世帯数 －町丁・字等” (CSV). 2021年7月21日閲覧。

### 書籍
1. ↑  『愛知県の地名』平凡社、1981年11月30日、508頁。